# 歐耀宗
歐耀宗（1992年5月15日—） ，為台灣棒球選手，目前效力於中華職棒味全龍隊，守備位置為投手。於於2015年季中選秀被中信兄弟以第九輪第三十五順位選進。

## 經歷
- 臺南市立人國小少棒隊
- 臺南市安順國中青少棒隊
- 臺中市國立中興大學附屬臺中高級農業學校青棒隊
- 桃園市國立體育大學棒球隊（台灣啤酒）
- 爆米花夏季聯盟崇越隼鷹隊（2014年5月24日-08月）
- 國訓中心棒球隊（2014年11月-2015年11月）
- 中華職棒中信兄弟（2015年12日－2018年）
- 中華職棒味全龍（2019年7月－2021年）

## 職棒生涯成績
| 年度 | 球隊     | 出賽 | 先發 | 勝投 | 敗投 | 中繼 | 救援 | 完投 | 完封 | 三振 | 四死 | 責失 | 投球局數 | 自責分率 | 被上壘率 |
| ---- | -------- | ---- | ---- | ---- | ---- | ---- | ---- | ---- | ---- | ---- | ---- | ---- | -------- | -------- | -------- |
| 2017 | 中信兄弟 | 4    | 0    | 0    | 0    | 0    | 0    | 0    | 0    | 0    | 6    | 5    | 3.1      | 14.54    | 2.77     |
| 合計 | 1年      | 4    | 0    | 0    | 0    | 0    | 0    | 0    | 0    | 0    | 6    | 5    | 3.1      | 14.54    | 2.77     |

## 外部連結
- 歐耀宗在台灣棒球維基館上的頁面（繁體中文）
- 球員資訊和成績在中華職棒官網（中文）